# Katsura Hoshino

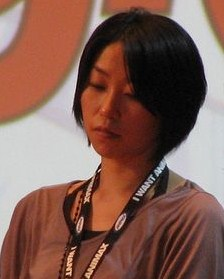
Katsura Hoshino

Katsura Hoshino (jap. 星野桂 ur. 21 kwietnia 1980) – autorka i ilustratorka mang, pochodząca z prefektury Shiga. 
Zadebiutowała mangą Continue. Aktualnie pracuje nad D.Gray-manem i nie publikowanym jeszcze Book-manem.
D.Gray-man doczekał się adaptacji w formie anime i dwóch powieści. Jest jednym z najlepiej sprzedających się tytułów magazynu Weekly Shonen Jump, a pierwsze trzy tomy znalazły się w pierwszej pięćdziesiątce mangowych bestsellerów roku 2008.